# RUAG Cobra
RUAG Cobra est un système de mortier semi-automatique de 120 mm fabriqué par RUAG Holding AG. Il est prévu pour être engagé sur un véhicule mortier automoteur.

## Description
Début 2015 le système est présenté à la vente par son fabricant, RUAG. Il peut être intégré au sein de différentes plateformes. Sa capacité en semi-automatique lui permet d'agir en mode MRSI (multiple rounds simultaneous impact, soit coups multiples impacts simultanés). Il est électrique et non hydraulique comme d'autres systèmes du type. Le mortier a été développé sur fonds propres à partir de 2012.

## Utilisateurs
- Oman, Armée royale d'Oman : 12 Cobra comme mortier automoteur sur châssis FNSS Pars III 8x8[3].

- Suisse, Armée suisse : 48 unités? Mortier de 12 cm 16, sur Mowag Piranha IV 8x8.

Après que le lance-mines 64/91 a été retiré du service en 2010, le Ruag Cobra a été inscrit au programme d'armement 2016,,Le paquet global comprend 32 systèmes de mortier (véhicules porteurs 8 × 8 Mowag Piranha IV et mortiers), l'extension du Système intégré de conduite et de direction des feux de l'artillerie INTAFF pour le mortier 12 cm 16, l'adaptation de 16 chars de commandement 93/99 déjà en service, la logistique, 12 camions protégés (dédiés à la logistique) et 36 conteneurs de ravitaillement en munitions. Le prototype du mortier 12 cm 16 a été en essais à la troupe jusqu'au printemps 2020. La commande pour la production en série auprès de GDELS-Mowag a été passée en février 2021, avec une remise à la troupe dès 2024. 4 batteries pourront être équipées du mortier. Le programme d'armement 2022 inclut une deuxième série de mortiers 12 cm 16. Celui de 2023 inclut la transformation de munitions des lance-mines 12 cm mis hors service pour être utilisées avec le mortier 16 (12cm Mortier 16 obus de lancement 20 MVZ, obus de lancement 25 MOZ, obus éclairant 22 ZZ et obus d’exercice explosif 24 MVZ).

### Clients potentiels
- Allemagne - le système COBRA a été testé par la Bundeswehr [9]
- Brésil - le système COBRA avec 36 prévus au minimum, plus de 100 au final, à intégrer au Guarani 6×6, en compétition avec le mortier Mortier de 120 mm Rayé/Embarqué (abréviation 2R2M) de Thales et des systèmes de Elbit Systems, BAE Systems, Patria ou ST Engineering[10].
- Portugal - le système COBRA a été testé par les Forces armées portugaises [9]
- Slovaquie - le système COBRA a été testé par l'Armée Slovaque [9]

## Galerie d'images

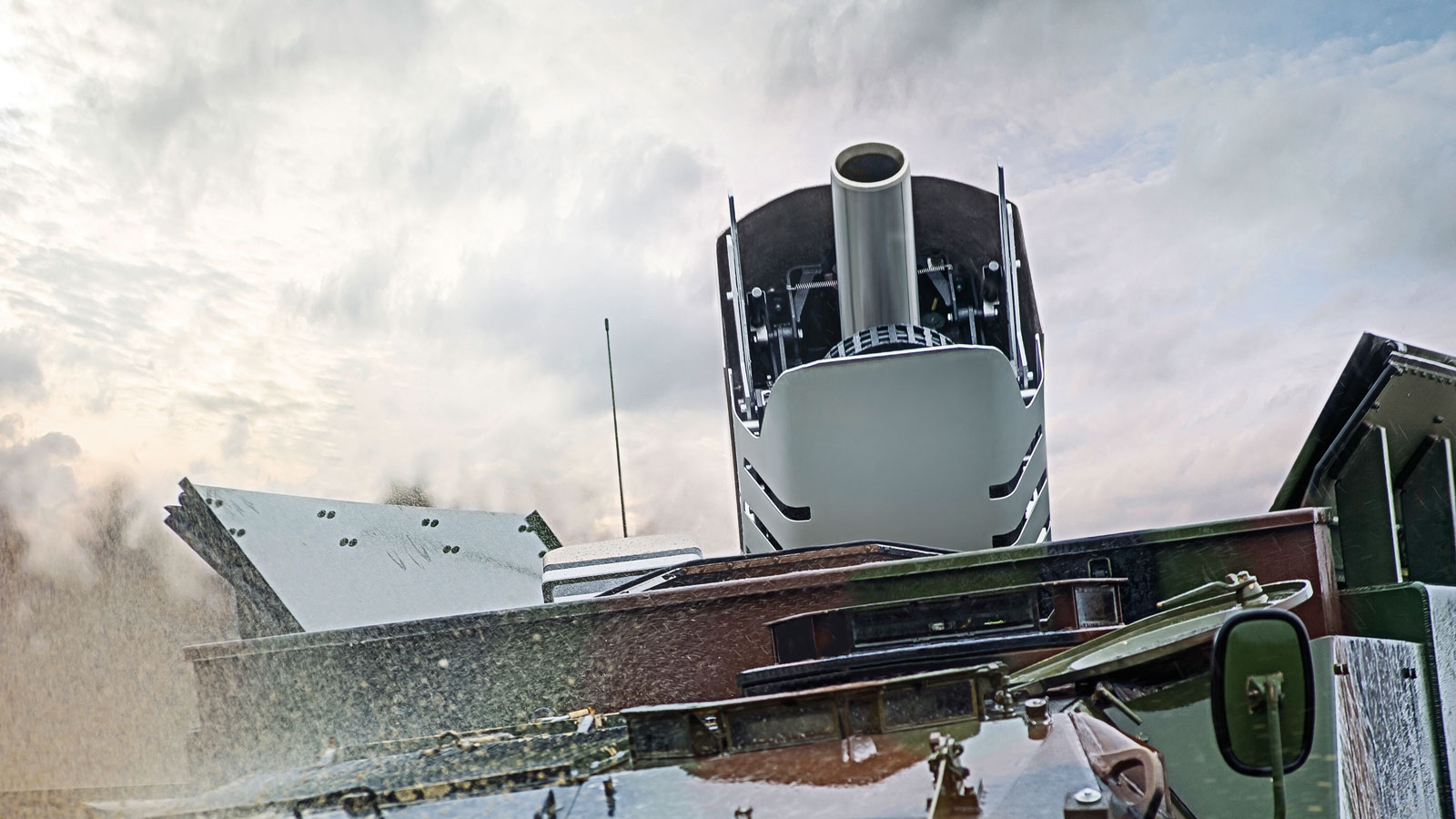
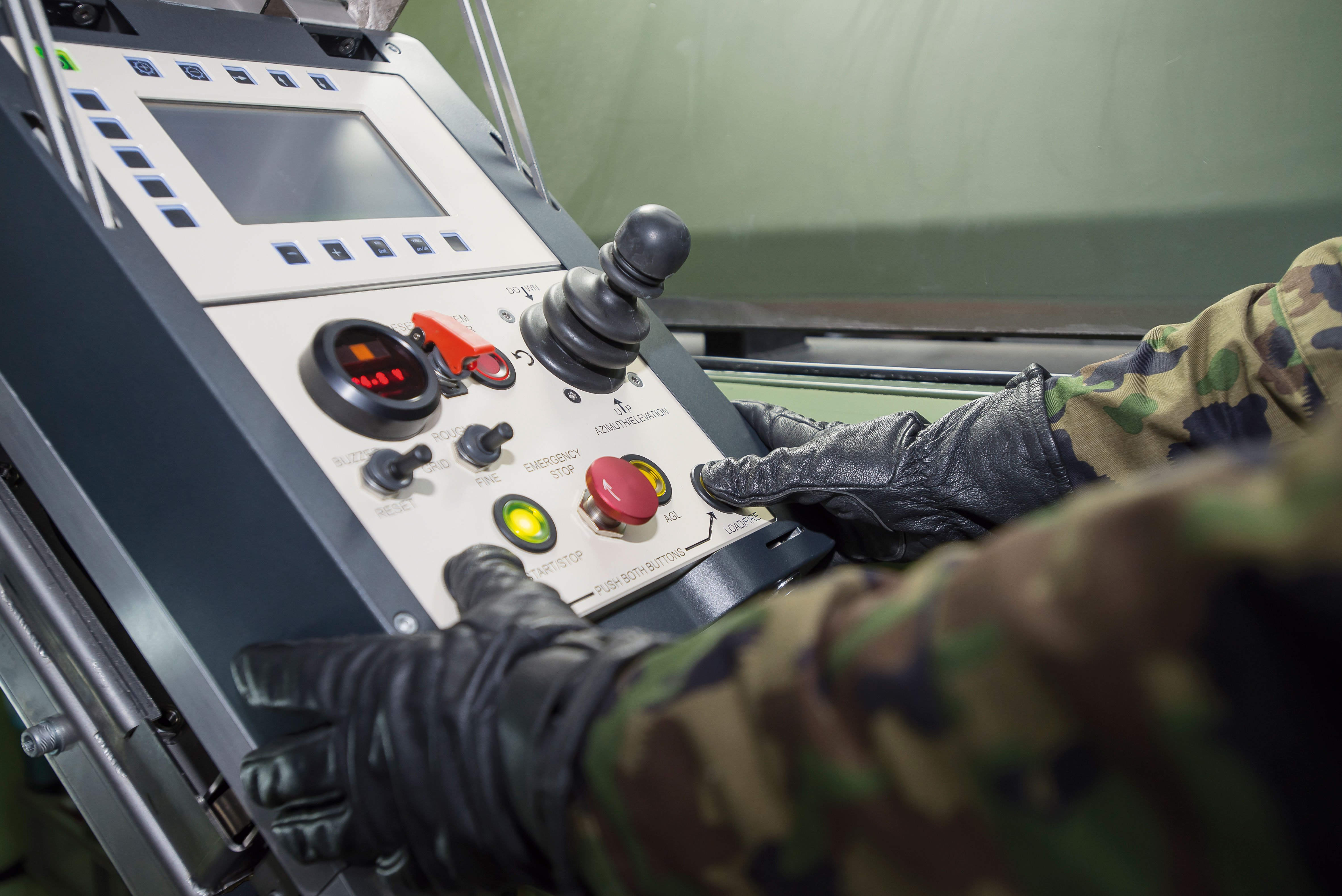
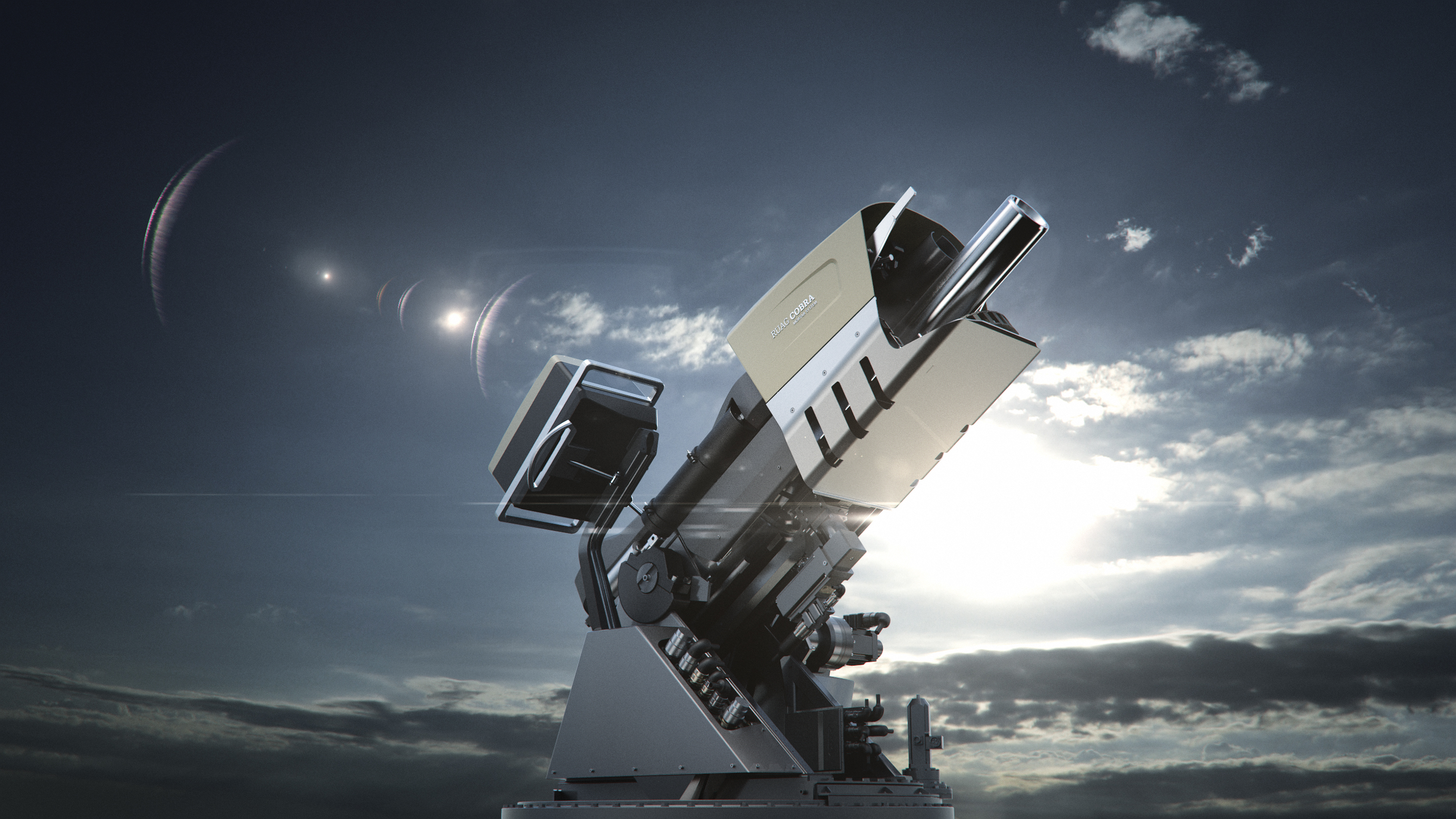
Mortier 120 mm Cobra
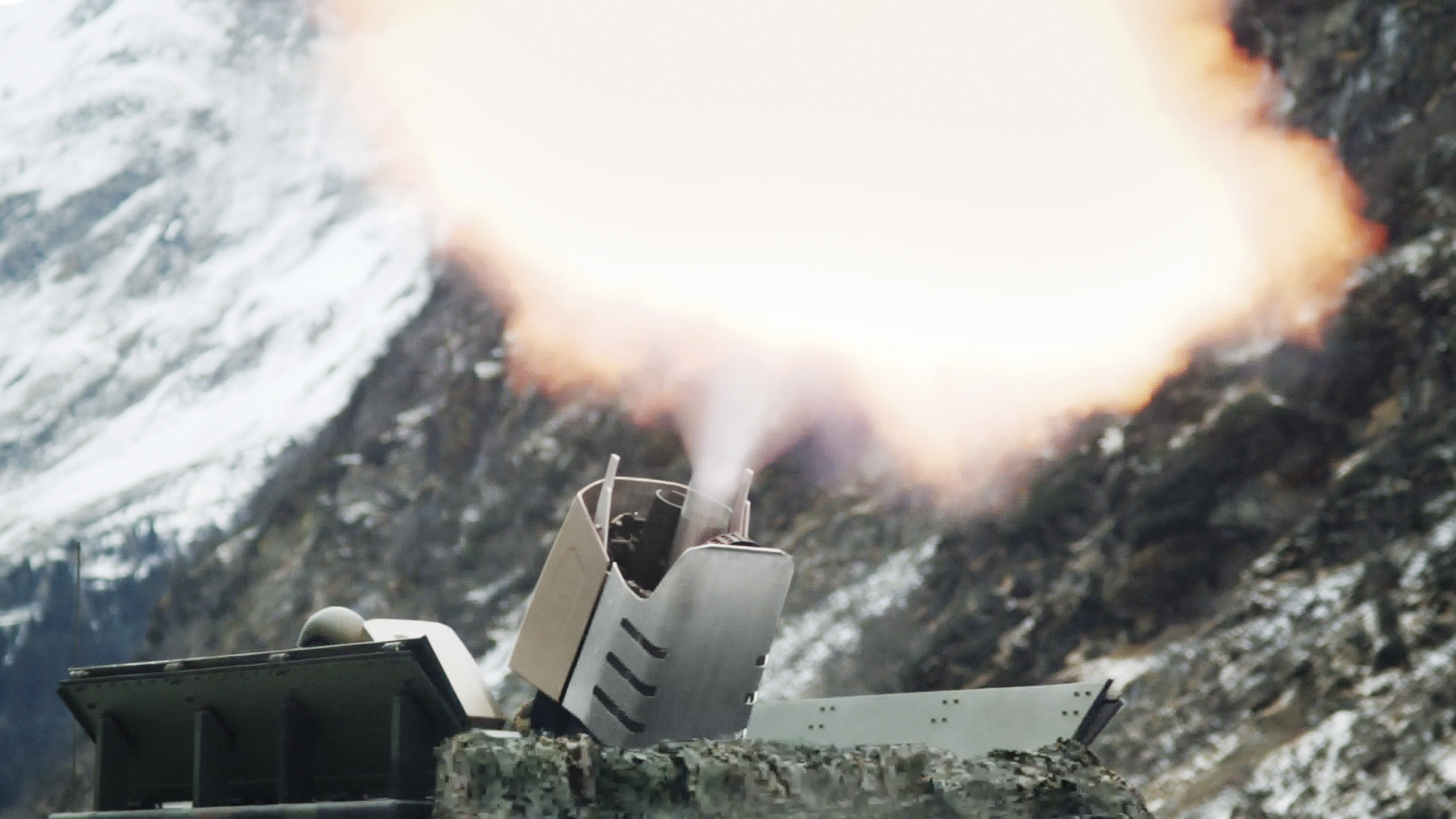